# Can Coscoll
Can Coscoll és un edifici del municipi de Sant Just Desvern (Baix Llobregat) que forma part de l'Inventari del Patrimoni Arquitectònic de Catalunya.

## Descripció
La reforma de l'any 1905 l'ha desfigurada fins a canviar la seva original tipologia. Ara hi té un cos central de planta baixa i pis, coronat per una cornisa paral·lela a terra i acabat per merlets, trobant-se flanquejada per dos elements de major alçada acabats en corba. A la dreta del conjunt es troba la quadra, amb la data de 1905 i amb un caràcter modernista que la diferencia del conjunt.

## Història
Hi ha referències de la família des de l'any 1310 i de les cases de la seva propietat des del 1346. El 1649 la posseïa un propietari que no era d'aquesta família.
La reforma s'ha fet a partir del 1905, ja que mentre la quadra té un caràcter inequívocament modernista, la resta de l'edifici no lliga estilísticament amb ella i pot ser que sigui posterior o fet per una altra mà.